# Olympische Sommerspiele 1948/Leichtathletik – 10.000 m Gehen (Männer)
Das 10.000-Meter-Gehen der Männer bei den Olympischen Spielen 1948 in London wurde am 3. und 7. August 1948 als Bahngehen im Wembley-Stadion ausgetragen. Neunzehn Athleten nahmen teil. Diese Disziplin wurde erstmals seit 1924 wieder ins olympische Programm aufgenommen.
Olympiasieger wurde der Schwede John Mikaelsson vor seinem Landsmann Ingemar Johansson. Bronze gewann Fritz Schwab aus der Schweiz.

## Rekorde

### Bestehende Rekorde

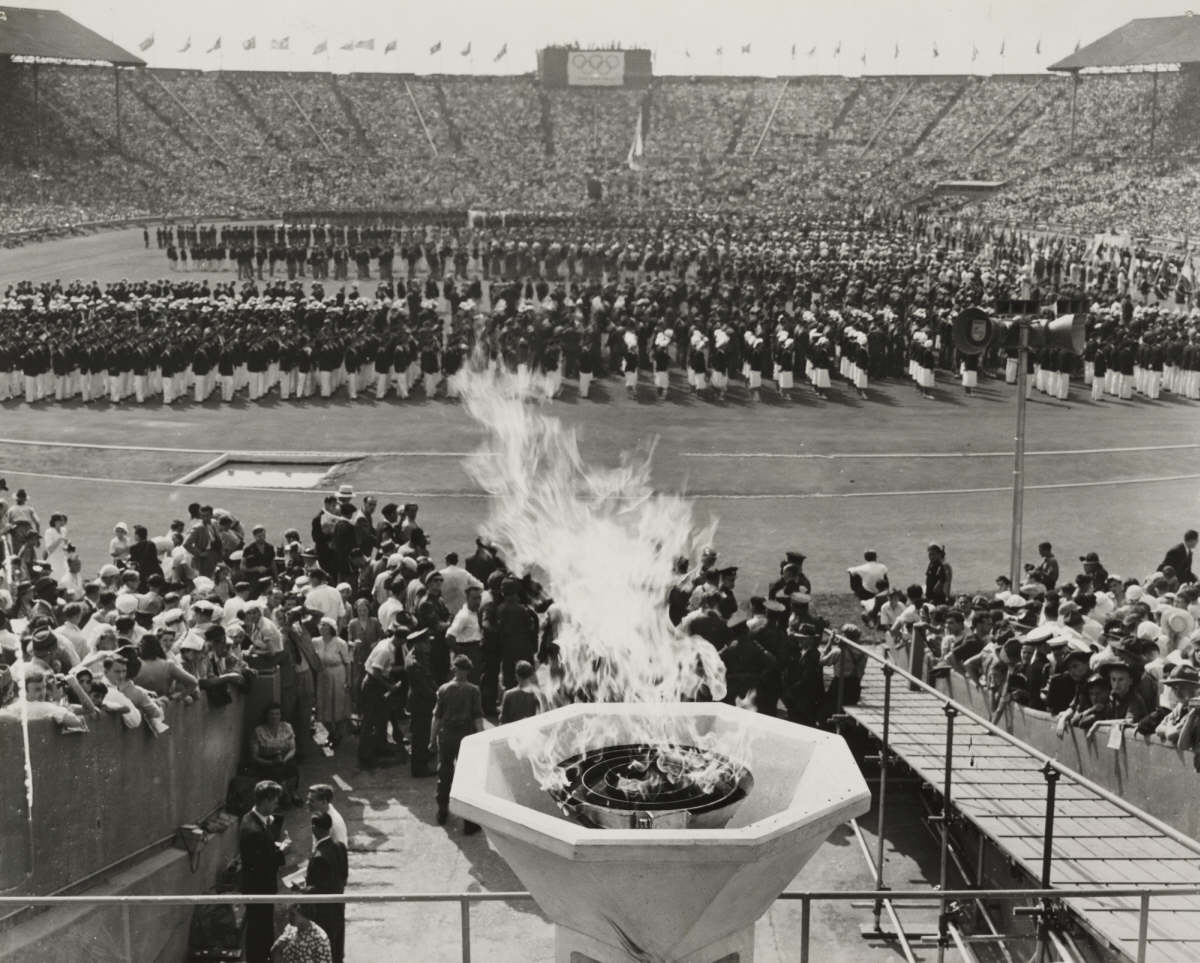
Eröffnungsfeier bei den Olympischen Spielen in London

| Weltrekord         | 42:39,5 min | Werner Hardmo ( Schweden) | Kumla, Schweden               | 9. September 1945 |
| Olympischer Rekord | 45:28,4 min | George Goulding ( Kanada) | Finale OS Stockholm, Schweden | 11. Juli 1912     |

### Rekordverbesserung
Der spätere Olympiasieger John Mikaelsson aus Schweden verbesserte den bestehenden olympischen Rekord im ersten Vorrundenwettbewerb um 25,4 Sekunden auf 45:03,0 min.

## Durchführung des Wettbewerbs
Die Geher absolvierten am 3. August zwei Vorrundenwettbewerbe, aus denen sich die jeweils fünf besten Geher – hellblau unterlegt – für das Finale qualifizierten, das am 7. August stattfand.

## Schiedsrichter
Der Ablauf des Rennens wurde von zehn Schiedsrichtern unter dem britischen Oberschiedsrichter F. W. Blackmore kontrolliert. Unter ihnen befanden sich der Brite William Palmer, der das olympische 10.000-Meter-Gehen-Finale 1912 in Stockholm erreicht hatte, Gordon Goodwin, der Olympiasieger von 1924 in Paris (ebenfalls 10.000 m Gehen), ein weiterer Brite, und der Italiener Giorgio Oberweger, der 1936 im Diskuswurf die Bronzemedaille gewonnen hatte.

## Vorrunde
3. August 1948, 10:30 Uhr
Es sind nicht alle Zeiten überliefert.

### Vorrunde 1
| Platz | Name              | Nation                | Zeit        | Anmerkung |
| ----- | ----------------- | --------------------- | ----------- | --------- |
| 1     | John Mikaelsson   | Schweden              | 45:03,0 min | OR        |
| 2     | Charles Morris    | Italien               | 45:10,4 min |           |
| 3     | Émile Maggi       | Frankreich            | 45:44,4 min |           |
| 4     | Giuseppe Dordoni  | Italien               | 46:25,8 min |           |
| 5     | Ingemar Johansson | Schweden              | 46:44,2 min |           |
| 6     | Kaare Hammer      | Norwegen              | 46:48,6 min |           |
| 7     | George Knott      | Australien            | k. A.       |           |
| DSQ   | Kallie Reyneke    | Südafrikanische Union |             |           |
| DSQ   | Fred Sharaga      | USA                   |             |           |
| DSQ   | Ernest Weber      | USA                   |             |           |

### Vorrunde 2

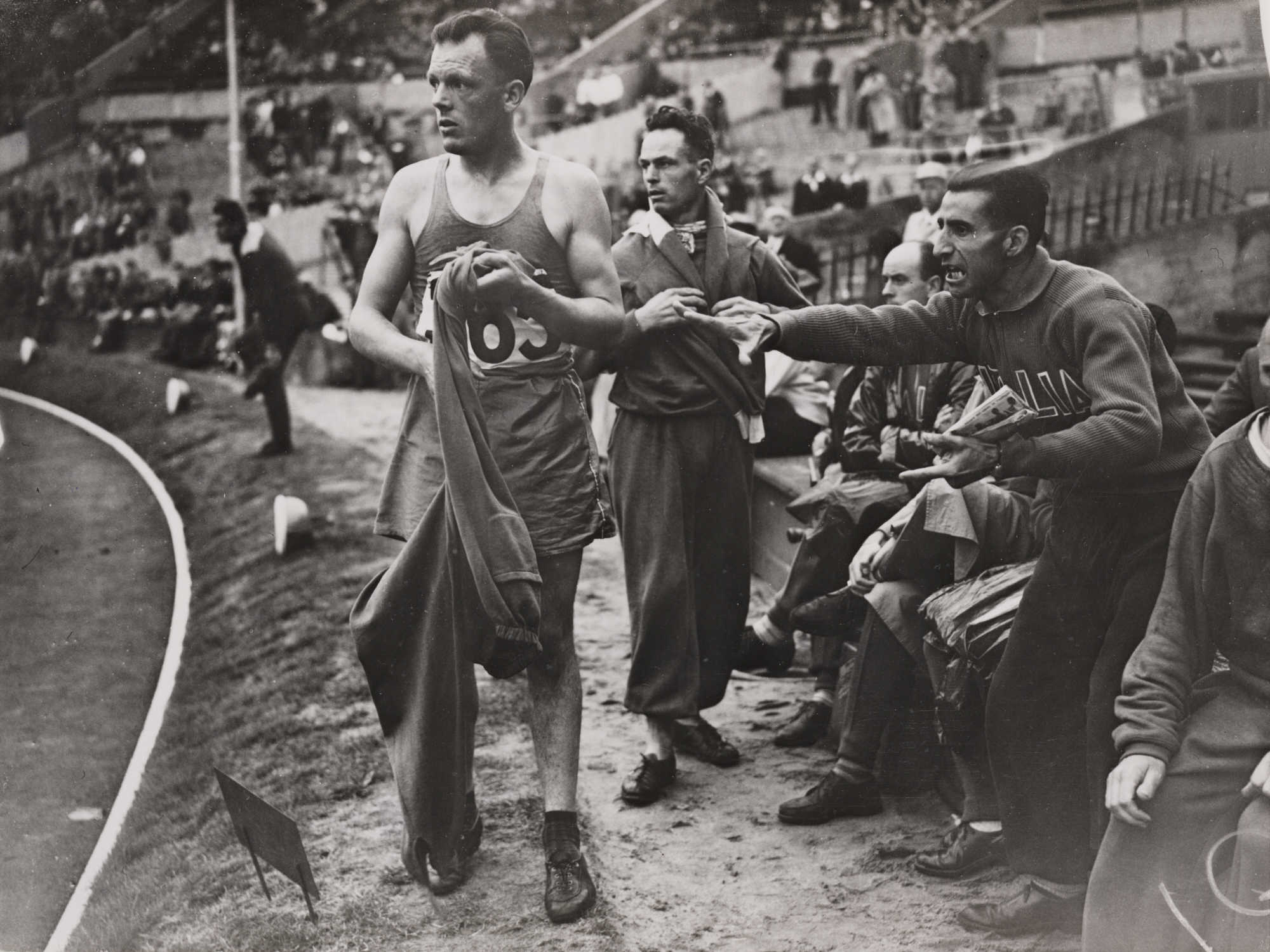
Louis Chevalier kurz nach seiner Disqualifikation im zweiten Vorrundenwettbewerb
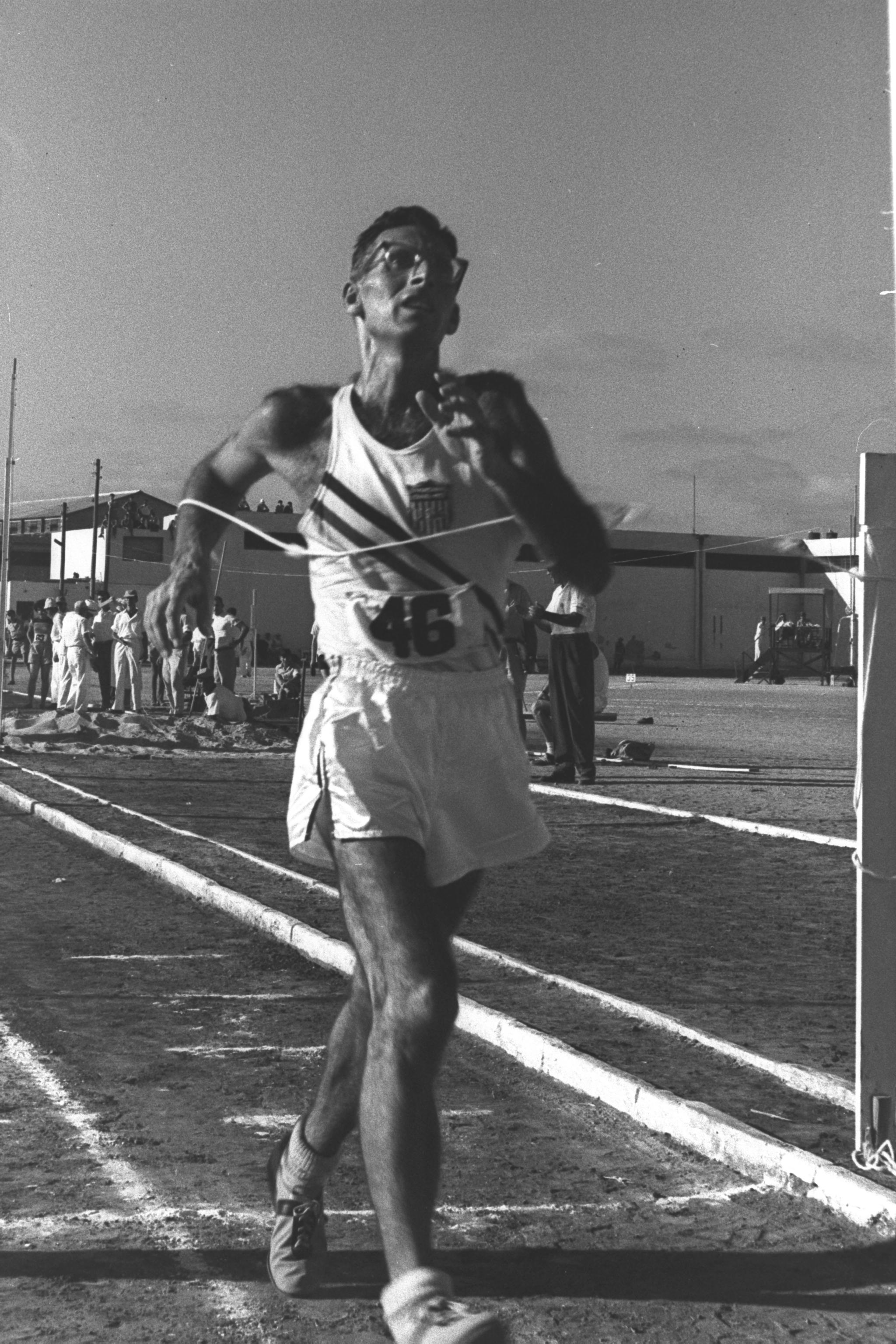
Henry Laskau – disqualifiziert im zweiten Vorrundenwettbewerb

| Platz | Name            | Nation         | Zeit        |
| ----- | --------------- | -------------- | ----------- |
| 1     | Harry Churcher  | Großbritannien | 46:26,4 min |
| 2     | Fritz Schwab    | Schweiz        | 46:38,0 min |
| 3     | Ronald West     | Großbritannien | 47:11,6 min |
| 4     | Gianni Corsaro  | Italien        | 47:26,8 min |
| 5     | Werner Hardmo   | Schweden       | 47:34,8 min |
| 6     | Louis Courron   | Frankreich     | 48:13,0 min |
| DSQ   | Louis Chevalier | Frankreich     |             |
| DSQ   | Henry Laskau    | USA            |             |
| DSQ   | Sadhu Singh     | Indien         |             |

## Finale
7. August 1948, 15:45 Uhr

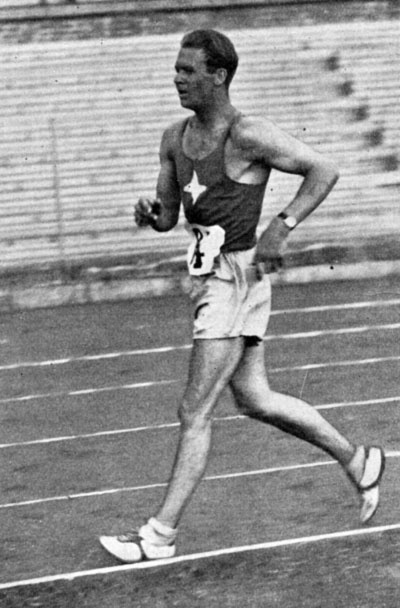
Olympiasieger John Mikaelsson
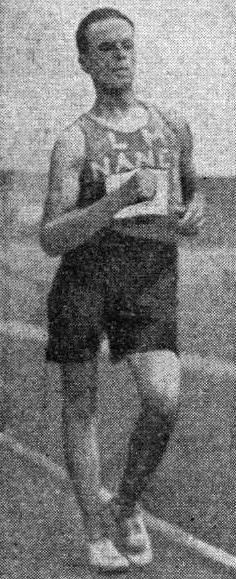
Der sechstplatzierte Émile Maggi

| Platz | Name              | Nation         | Zeit        |
| ----- | ----------------- | -------------- | ----------- |
| 1     | John Mikaelsson   | Schweden       | 45:13,2 min |
| 2     | Ingemar Johansson | Schweden       | 45:43,8 min |
| 3     | Fritz Schwab      | Schweiz        | 46:00,2 min |
| 4     | Charles Morris    | Großbritannien | 46:04,0 min |
| 5     | Harry Churcher    | Großbritannien | 47:28,0 min |
| 6     | Émile Maggi       | Frankreich     | 47:02,8 min |
| 7     | Ronald West       | Großbritannien | k. A.       |
| 8     | Gianni Corsaro    | Italien        | k. A.       |
| 9     | Giuseppe Dordoni  | Italien        | k. A.       |
| DSQ   | Werner Hardmo     | Schweden       |             |

Klarer Favorit auf Gold war der Schwede Werner Hardmo, der in den vorhergehenden Jahren insgesamt 25 Weltrekorde und Weltbestzeiten auf verschiedenen Gehstrecken erzielt hatte. Hardmo wurde jedoch im Finale disqualifiziert. Sein Landsmann John Mikaelsson, der in der Vorrunde schon neuen Olympiarekord gegangen war, gewann den Wettbewerb mit über einer halben Minute Vorsprung.

## Video
- Londres 1948 - 10.000m marcha, youtube.com, abgerufen am 21. August 2017